# Campionati Internazionali di Sicilia 1997
I Campionati Internazionali di Sicilia 1997 sono stati un torneo di tennis giocato sulla terra rossa. È stata la 18ª edizione dei Campionati Internazionali di Sicilia, che fanno parte della categoria World Series nell'ambito dell'ATP Tour 1997. Si sono giocati a Palermo in Italia, dal 30 settembre al 5 ottobre 1997.

## Campioni

### Singolare
Alberto Berasategui ha battuto in finale  Dominik Hrbatý con il punteggio di 6–4, 6–2

### Doppio
Andrew Kratzmann /  Libor Pimek hanno battuto in finale  Hendrik Jan Davids /  Daniel Orsanic con il punteggio di 3–6 6–3 7–6(6)